# 필로바이러스과
필로바이러스과(Filoviridae)는 RNA 바이러스(single-stranded negative-sense RNA)계열중 하나로 상위 목은 모노네가바이러스목이며 하위 속은 에볼라바이러스를 갖고있다.
일반적으로 알려진 필로바이러스(filovirus)패밀리의 두 구성원은 에볼라 바이러스(Ebola virus )와 마르부르크 출혈열로 알려진 마르부르크 바이러스(Marburg virus)이다. 필로바이러스와 덜 알려진 친척 중 일부는 바이러스성 출혈열의 형태로 인간과 비인간 영장류에서 심각한 질병을 유발하는 것으로 알려져있다.

## 같이 보기
- 인플루엔자 바이러스
- 코로나 바이러스